# Bajacalifornia megalops
Bajacalifornia megalops är en fiskart som först beskrevs av Lütken, 1898.  Bajacalifornia megalops ingår i släktet Bajacalifornia och familjen Alepocephalidae. Inga underarter finns listade.

## Bildgalleri

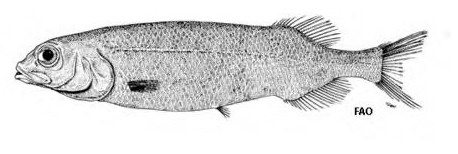